# 宇都宮市立晃宝小学校
宇都宮市立晃宝小学校（うつのみやしりつ こうほうしょうがっこう）は、栃木県宇都宮市宝木本町にある公立小学校。

## 沿革
- 1981年（昭和56年）4月 - 宇都宮市立国本中央小学校分離校新設の陳情が採択され、新設校の建設が決定。
- 1983年（昭和58年）
  - 4月1日 - 国本中央小より分離し、宇都宮市立晃宝小学校として開校。児童数440名、14学級（特殊学級1学級含む）
  - 12月13日 - 体育館竣工
- 2004年（平成16年）4月1日 - 学校2学期制開始

## 通学区域
- 宇都宮市
  - 宝木本町の一部[1]
  - 野沢町の一部